# Replicator Sports Cars
Replicator Sports Cars Limited war ein britischer Hersteller von Automobilen.

## Unternehmensgeschichte
Anthony Nicholas Griffith, der vorher bei L & R Roadsters tätig war, gründete am 14. Februar 2006 das Unternehmen in Dudley in der Grafschaft West Midlands. Mandy Maisie Griffith war ebenfalls im Unternehmen tätig. Sie begannen mit der Produktion von Automobilen und Kits. Der Markenname lautete Replicator. Insgesamt entstanden etwa drei Fahrzeuge. Am 18. Juni 2019 wurde das Unternehmen aufgelöst.

## Fahrzeuge
Das einzige Modell war der RT 3, der Nachfolger des L & R 3. Dies war die Nachbildung des Triumph TR 3. Die offene Karosserie bot Platz für zwei Personen. Viele Teile kamen vom Ford Sierra.